# UFC sur ESPN : Machado Garry contre Prates
UFC sur ESPN : Machado Garry contre Partes (également connu sous le nom d' UFC sur ESPN 66) est un événement d'arts martiaux mixtes produit par l'Ultimate Fighting Championship qui a eu lieu le 26 avril 2025 au T-Mobile Center à Kansas City, Missouri, États-Unis.

## Contexte
L'événement était la troisième visite de la promotion à Kansas City. La précédente avait eu lieu lors de l'UFC sur ESPN : Holloway vs. Allen en avril 2023.
Un combat de poids lourds-légers entre l'ancien champion des poids mi-lourds de l'UFC Jamahal Hill et l'ancien challenger au titre Khalil Rountree Jr. était prévu en tête d'affiche de l'événement. Le duo devait auparavant co-animer l'UFC 303 en juin dernier, mais cela a été annulé lorsque Rountree s'est retiré de l'événement après avoir ingéré involontairement de la DHEA dans un supplément contaminé,. le 1er avril 2025, Le combat a été une fois de plus annulé car Hill s'est retiré en raison d'une blessure persistante à la jambe.
Un combat de poids welters entre Ian Machado Garry et Carlos Prates a servi de nouvelle tête d'affiche de l'événement.
Un combat poids plume entre Giga Chikadze et David Onama était prévu pour l'UFC Fight Night : Emmett vs. Murphy, mais il a été déplacé à cet événement pour des raisons inconnues,. Lors de la pesée, Chikadze pesait 67 kg, soit une livre de plus que la limite des poids plumes pour les combats hors titre. Le combat s'est déroulé en poids variable et il a été condamné à une amende de 20 % de sa bourse, qui a été versée à son adversaire David Onama.
Un combat de poids moyen entre Ikram Aliskerov et André Muniz devrait avoir lieu lors de l'événement. Le duo devait initialement participer à l'UFC sur ESPN : Perez contre Taira en juin 2024, mais Muniz s'est retiré du combat après avoir subi une fracture du pied. Par la suite, le combat a été reprogrammé pour l'UFC Fight Night : Adesanya vs. Imavov en février, mais il a été annulé une fois de plus car Muniz et son équipe avaient des problèmes de visa.
Un combat de poids léger entre Mitch Ramirez et Ahmad Sohail Hassanzada était prévu pour cet événement. Cependant, Ramirez s'est retiré du combat en raison d'une blessure et a été remplacé par Evan Elder. À son tour, Hassanzada a été retiré de l'événement après avoir été arrêté pour agression sexuelle présumée et a été remplacé par le nouveau venu promotionnel Gauge Young,.
Un combat de poids coq entre Chris Gutiérrez et John Castañeda est prévu pour cet événement. Ils devaient initialement participer à un combat poids plume à court préavis lors de l'UFC 313 en mars, mais le combat a été annulé quelques heures avant d'avoir lieu en raison d'une maladie (non précisée) de Castañeda.

## Carte de combat
| Carte principale (ESPN2 / ESPN+)    | Carte principale (ESPN2 / ESPN+) | Carte principale (ESPN2 / ESPN+) | Carte principale (ESPN2 / ESPN+) | Carte principale (ESPN2 / ESPN+)         | Carte principale (ESPN2 / ESPN+) | Carte principale (ESPN2 / ESPN+) | Carte principale (ESPN2 / ESPN+) |
| Catégorie                           |                                  |                                  |                                  | Méthode                                  | Round                            | Chrono.                          | Notes                            |
| ----------------------------------- | -------------------------------- | -------------------------------- | -------------------------------- | ---------------------------------------- | -------------------------------- | -------------------------------- | -------------------------------- |
| Poids Coq                           | Ian Machado Garry                | déf.                             | Carlos Prates                    | Décision (unanime) (48–47, 48–47, 49–46) | 5                                | 5:00                             |                                  |
| Poids Lourds-légers                 | Zhang Mingyang                   | déf.                             | Anthony Smith                    | TKO (coude)                              | 1                                | 4:03                             |                                  |
| Poids Convenu (67kg)                | David Onama                      | déf.                             | Giga Chikadze                    | Décision (unanime) (29–28, 29–28, 29–28) | 3                                | 5:00                             |                                  |
| Poids Moyens                        | Abusupiyan Magomedov             | déf.                             | Michel Pereira                   | Décision (unanime) (30–27, 30–27, 30–27) | 3                                | 5:00                             |                                  |
| Poids Welter                        | Randy Brown                      | déf.                             | Nicolas Dalby                    | KO (coup de poing)                       | 2                                | 1:39                             |                                  |
| Poids Moyens                        | Ikram Aliskerov                  | déf.                             | André Muniz                      | TKO (coups de poing)                     | 1                                | 4:54                             |                                  |
| Carte préliminaire (ESPN2 / ESPN +) |                                  |                                  |                                  |                                          |                                  |                                  |                                  |
| Poids Mouches                       | Matt Schnell                     | déf.                             | Jimmy Flick                      | Décision (unanime) (29–28, 29–28, 29–28) | 3                                | 5:00                             |                                  |
| Poids Légers                        | Evan Elder                       | déf.                             | Gauge Young                      | Décision (unanime) (30–27, 30–27, 30–27) | 3                                | 5:00                             |                                  |
| Poids Plumes                        | Chris Gutiérrez                  | déf.                             | John Castañeda                   | Décision (divisée) (28–29, 29–28, 29–28) | 3                                | 5:00                             |                                  |
| Poids Coq                           | Da'Mon Blackshear                | déf.                             | Alateng Heili                    | Décision (unanime) (30–27, 30–27, 29–28) | 3                                | 5:00                             |                                  |
| Poids Coq                           | Malcolm Wellmaker                | déf.                             | Cameron Saaiman                  | KO (coup de poing)                       | 1                                | 1:59                             |                                  |
| Poids Pailles Femmes                | Jaqueline Amorim                 | déf.                             | Polyana Viana                    | Soumission (étranglement rear-naked)     | 2                                | 1:49                             |                                  |
| Poids Plumes                        | Timothy Cuamba                   | déf.                             | Roberto Romero                   | TKO (flying knee et coups de poing)      | 2                                | 3:55                             |                                  |
| Poids Coq Femmes                    | Joselyne Edwards                 | déf.                             | Chelsea Chandler                 | TKO (coups de poing)                     | 1                                | 2:31                             |                                  |

## Récompenses bonus
Les combattants suivants ont reçu chacun un bonus de 50 000$ :
- Combat de la soirée: Randy Brown contre Nicolas Dalby
- Performance de la soirée: Zhang Mingyang et Malcolm Wellmaker